# Dave Arneson

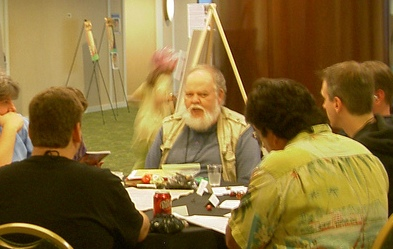
Dave Arneson, 2006

David L. Arneson (urodził się 1 października 1947 roku w Minnesocie w Stanach Zjednoczonych - zmarł 7 kwietnia 2009) był amerykańskim twórcą gier fabularnych. We wczesnych latach siedemdziesiątych stworzył (wraz z Garym Gygaxem) pierwszą edycję gry fabularnej Dungeons & Dragons.
Był absolwentem University of Minnesota. Swą pracę nad grami fabularnymi rozpoczął w Coffman Union. Mimo iż był jednym z najbardziej znanych twórców gier RPG, nigdy nie zabiegał o sławę. W początkowym okresie rozwoju gier fabularnych nazywano go nawet z tego powodu "pomijaną legendą" (ang. unsung legend).